# Dodengang

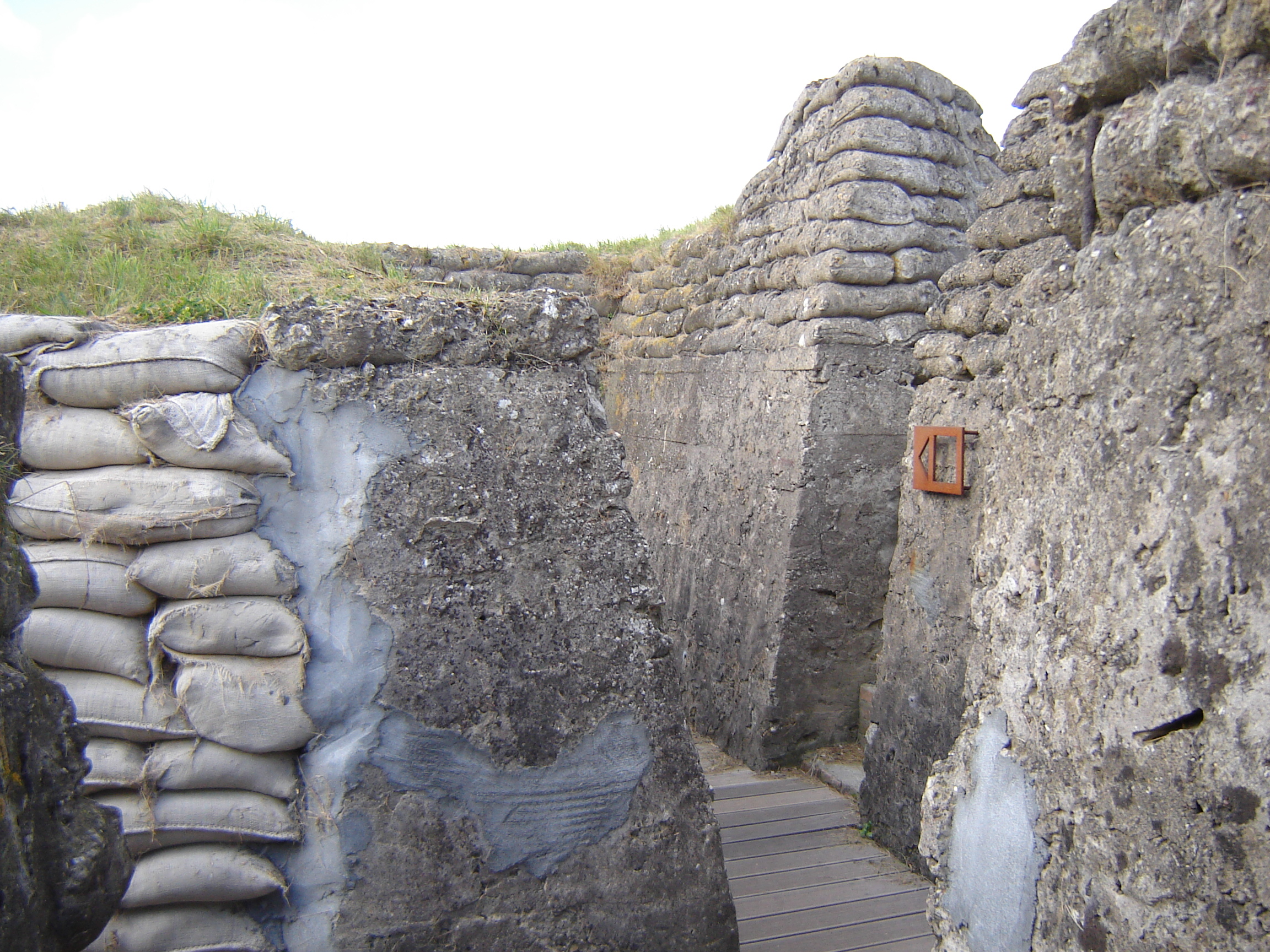
Teil des „Totengangs“ in Diksmuide, ein übriggebliebener Schützengraben des Ersten Weltkrieges und jetzt Mahnmal.

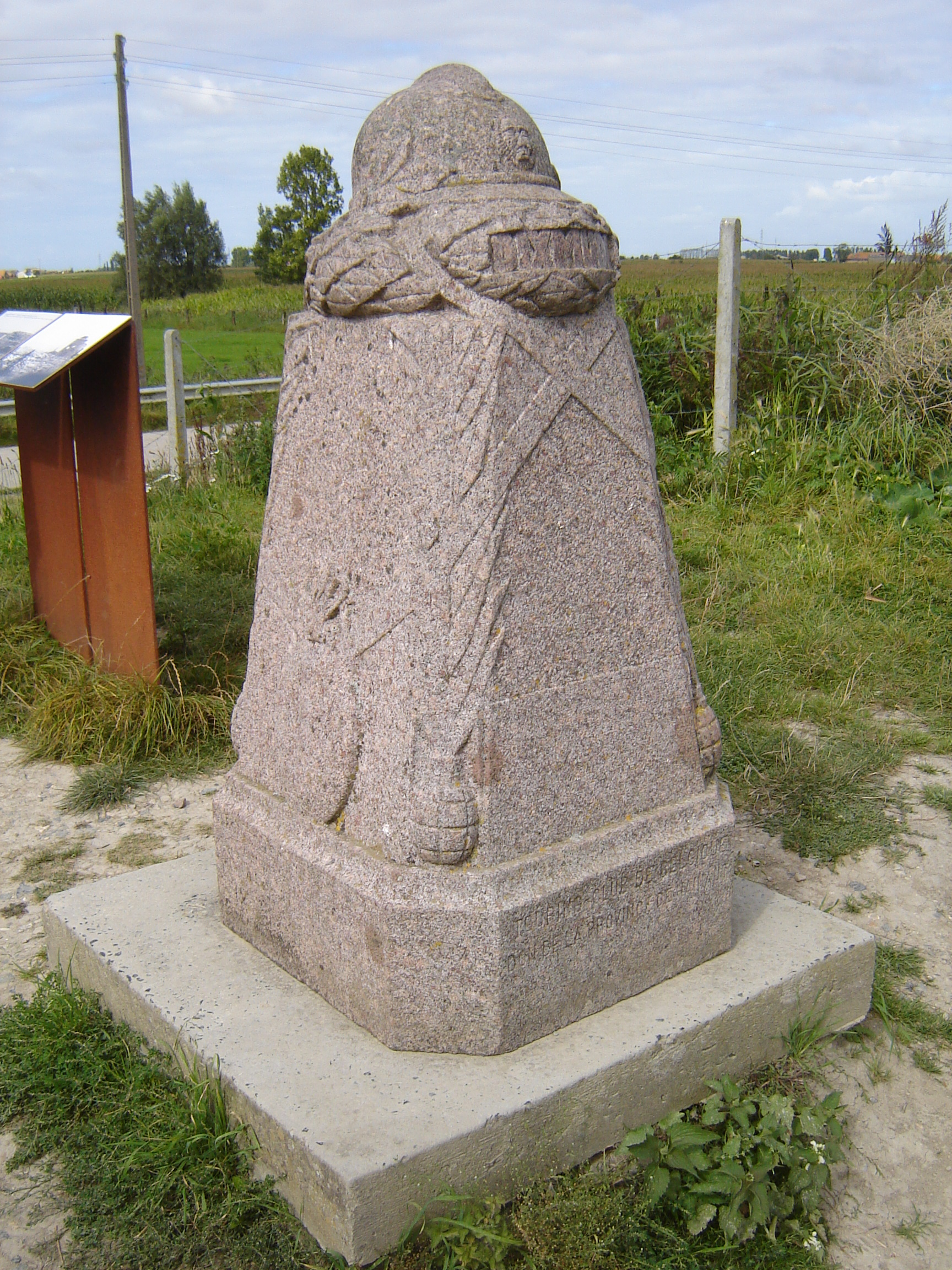
Demarkationsstein

Der Dodengang (niederländisch; englisch: Trench of Death französisch: Le Boyau de la mort, deutsch: Totengang) ist ein Denkmal zur Erinnerung an den Ersten Weltkrieg in Diksmuide.

## Geschichte
Der Dodengang ist ein 270 Meter langer Schützengraben, der von den Belgischen Streitkräften gehalten wurde. Der Graben spielte eine wichtige Rolle an der Yser-Front.

## Denkmal
1919 wurde der Dodengang zu einem Denkmal ausgestaltet und konserviert. Dies geschah nicht nur als flämischer Erinnerungsort, sondern auch, weil in den 1920er Jahren ein gewisser britischer „Tourismus“ zu den Schlachtfeldern des Ersten Weltkriegs einsetzte. 2014 wurde es um einen ehemaligen deutschen Bunker erweitert und restauriert. Das Denkmal wird vom War Heritage Institute verwaltet.
Ein Demarkationsstein wurde am Ostersonntag 1922 von Albert I. eingeweiht. Er ist Teil einer Reihe von Steinen, die die Westfront markieren. Die Spitze des Steines ist einem belgischen Helm nachempfunden, wie man ihn während des Ersten Weltkriegs nutzte.